# Shekarnāb
Shekarnāb (persiska: شکرناب) är en ort i Iran.   Den ligger i provinsen Qazvin, i den nordvästra delen av landet, 110 km nordväst om huvudstaden Teheran. Shekarnāb ligger 1 823 meter över havet och antalet invånare är 446.
Terrängen runt Shekarnāb är lite bergig. Runt Shekarnāb är det ganska tätbefolkat, med 108 invånare per kvadratkilometer. Närmaste större samhälle är Hezār Jolfā, 18,8 km sydväst om Shekarnāb. Trakten runt Shekarnāb består i huvudsak av gräsmarker.